# エトワール＝サン＝シリス
エトワール＝サン＝シリス （Étoile-Saint-Cyrice）は、フランス、プロヴァンス＝アルプ＝コート・ダジュール地域圏、オート＝アルプ県のコミューン。
1969年1月1日、エトワール・ル・シャトーとサン・シリスが合併して誕生した。
2015年に設置されたバロニー・プロヴァンサル地域圏自然公園の一部となっている。

## 地理
コミューンは県南西部にあり、ドローム県と接している。ララーニュ＝モンテグランとは19km、セールとは25km、シストロンとは40km、ギャップとは60km離れている。

## 歴史
中世、教区教会はシャルダヴォン修道院（現在はサン＝ジュニエにある）に依存していた。修道院はこの教会が集めた収入を徴収していた。

## 人口統計
| 1962年 | 1968年 | 1975年 | 1982年 | 1990年 | 1999年 | 2006年 | 2013年 |
| ------ | ------ | ------ | ------ | ------ | ------ | ------ | ------ |
| 36     | 39     | 29     | 20     | 28     | 31     | 34     | 31     |

参照元:1962年から1999年までは複数コミューンに住所登録をする者の重複分を除いたもの。それ以降は当該コミューンの人口統計によるもの。1999年までEHESS/Cassini、2006年以降INSEE。

## 史跡
- サン・シリス教会 - 11世紀から12世紀。オート＝アルプ県でも有数の古い建築物。フランス歴史文化財登録されている。

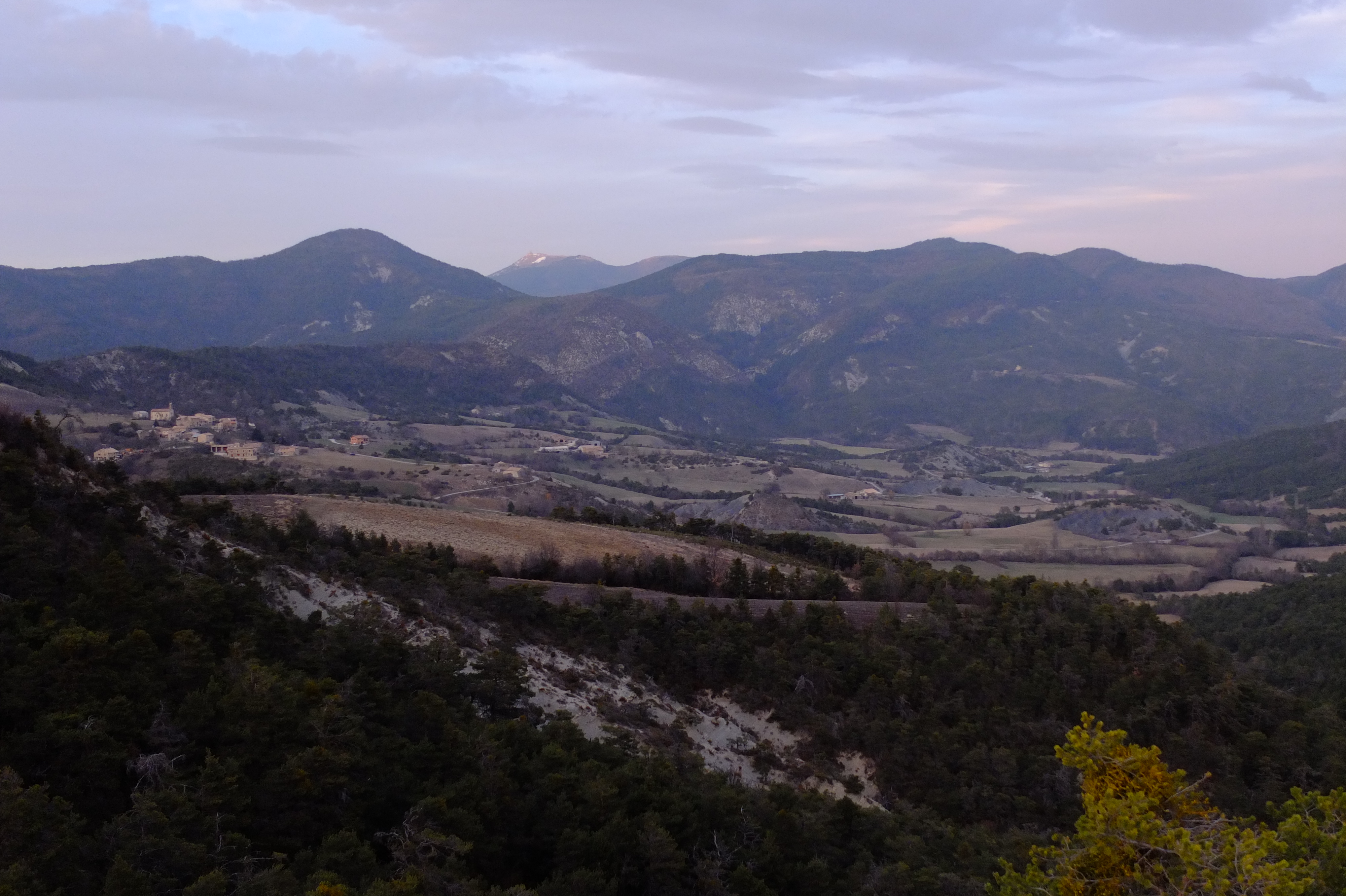
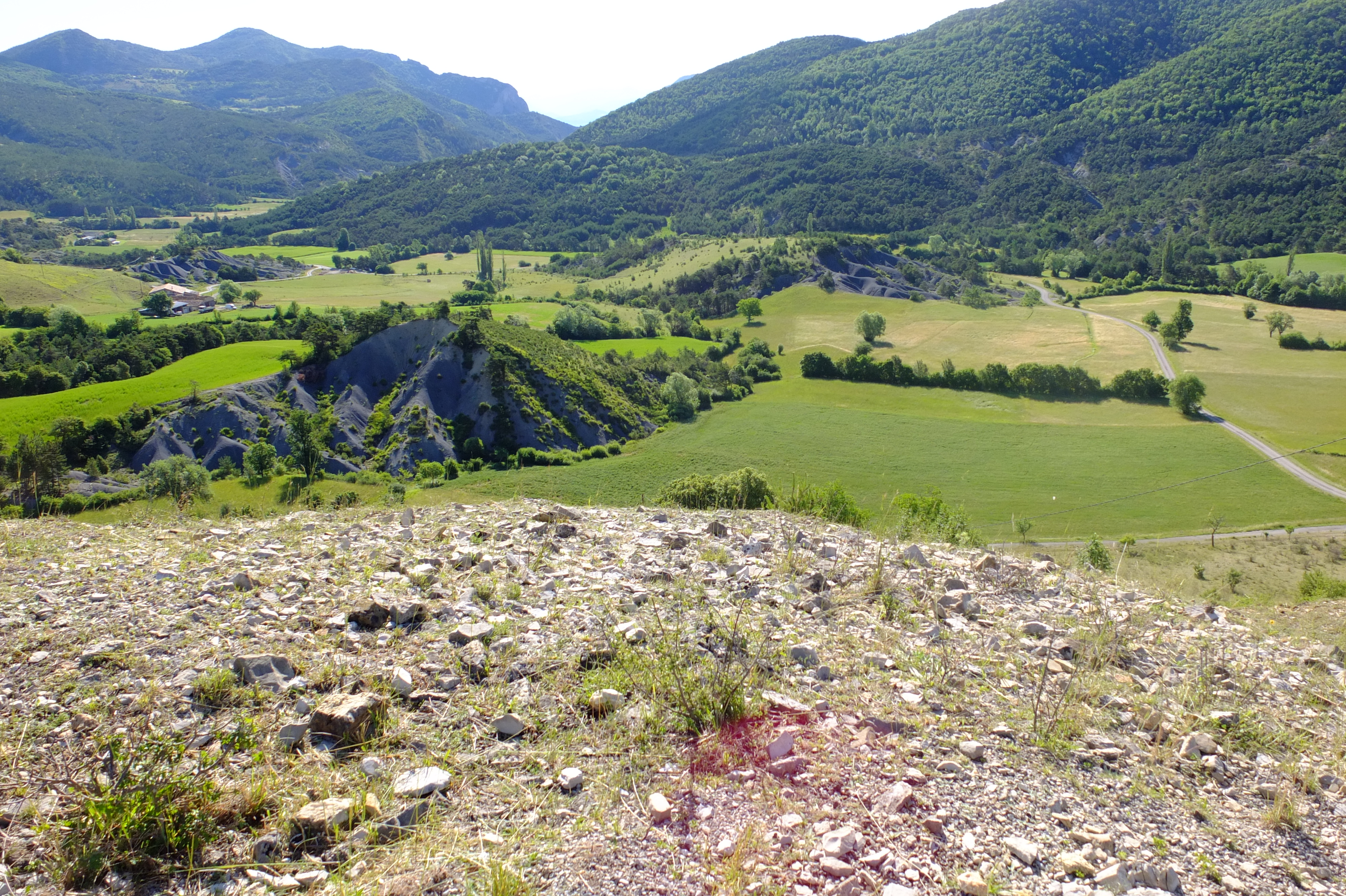
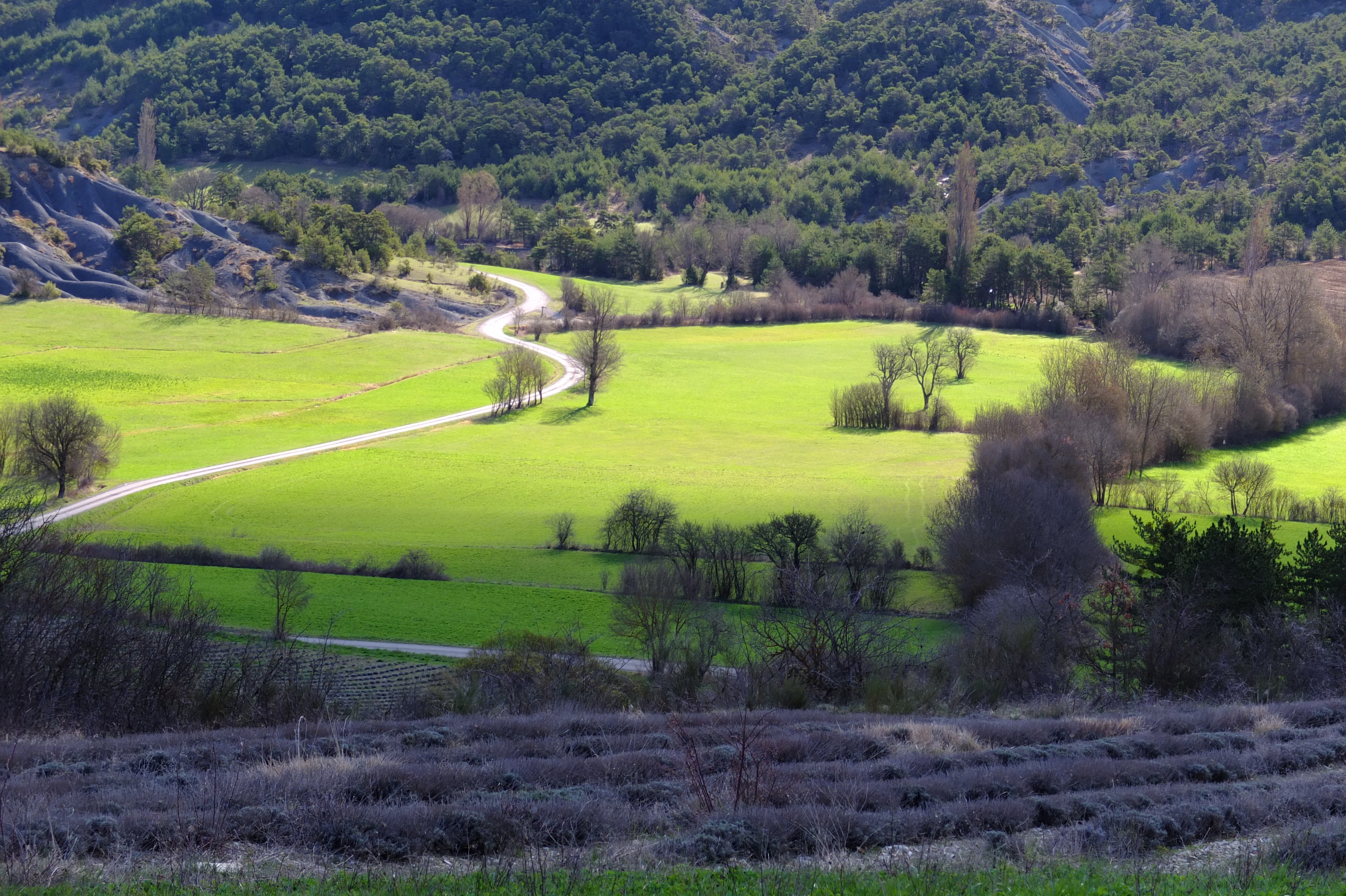
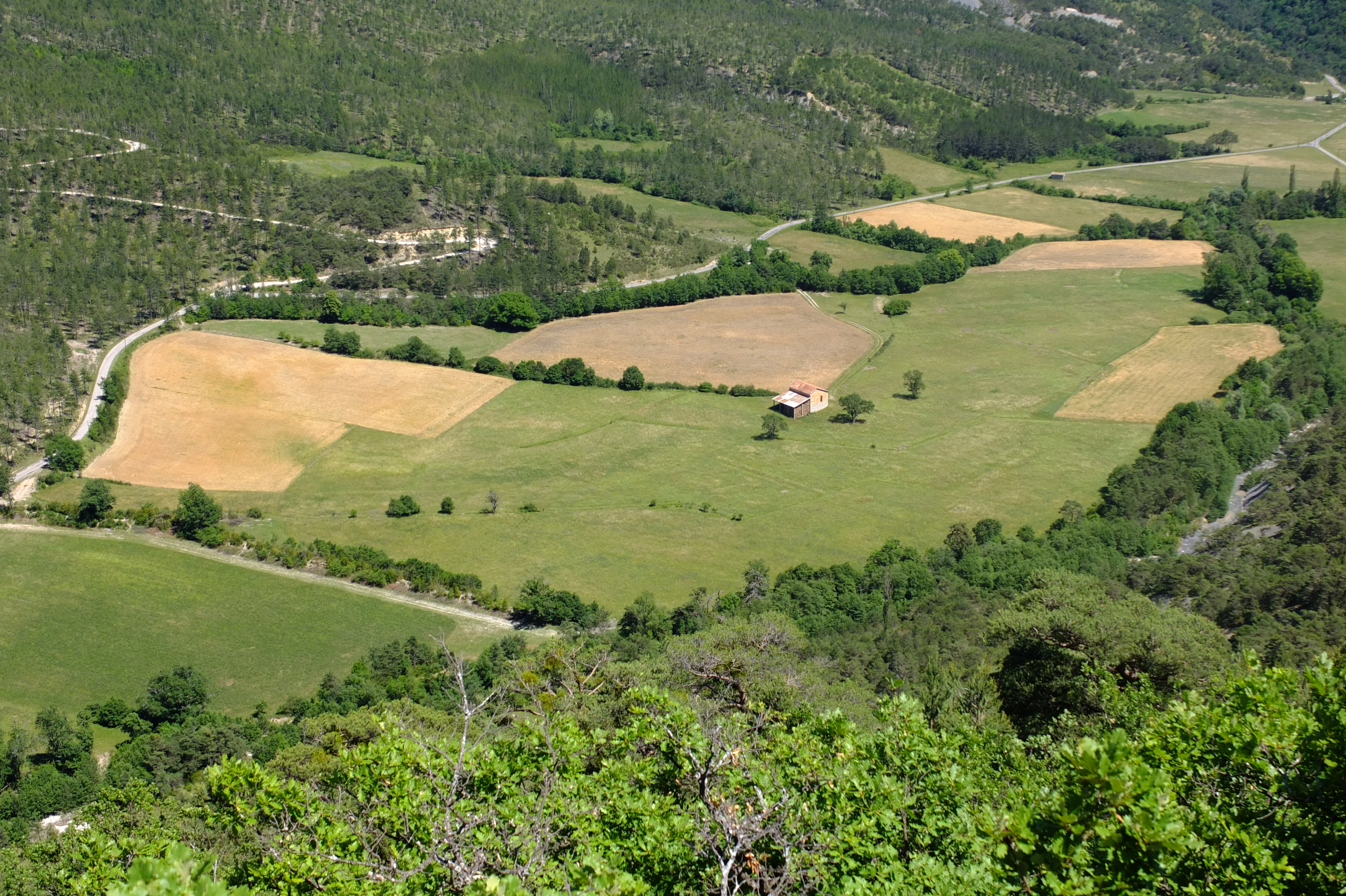
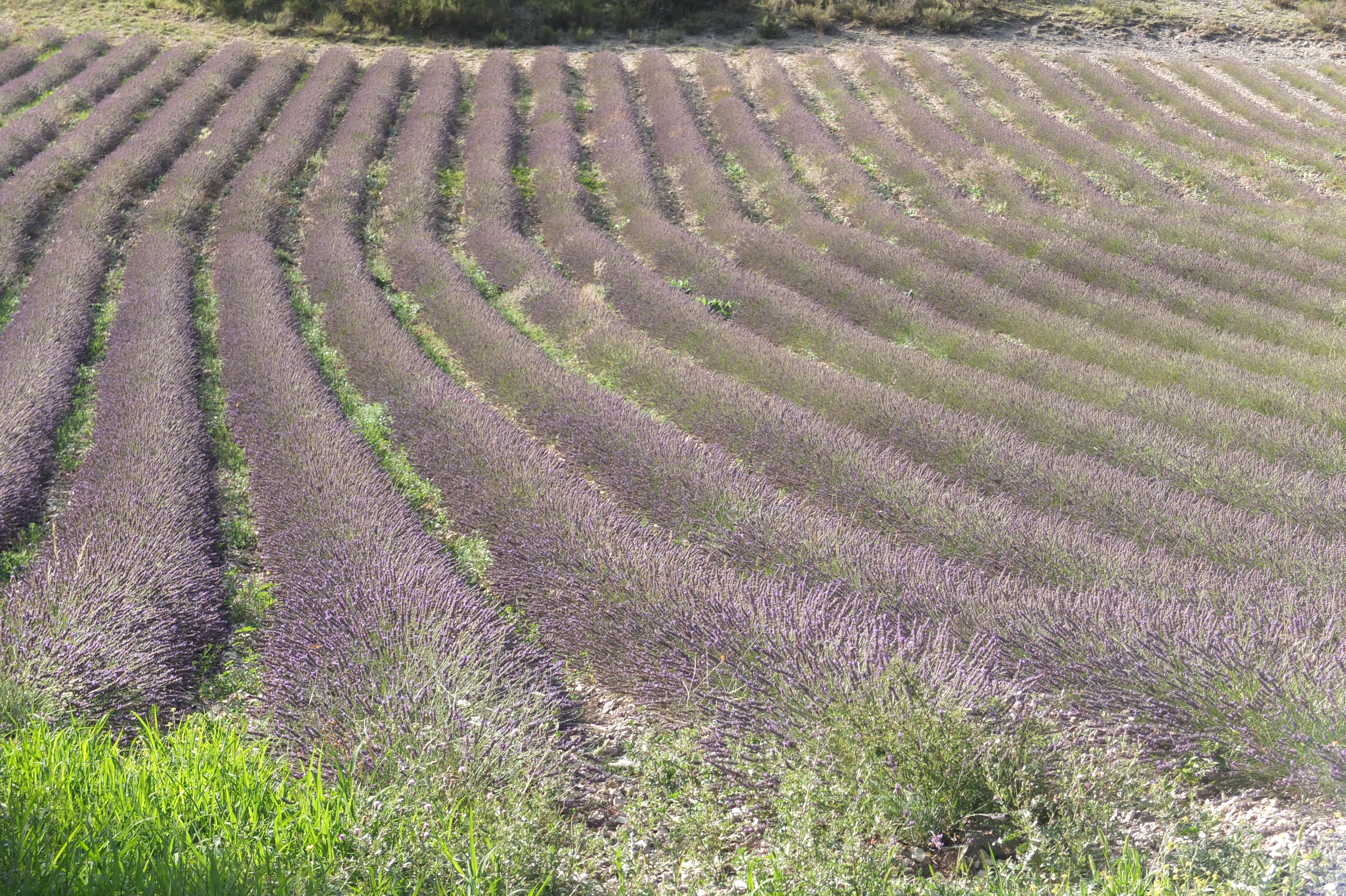
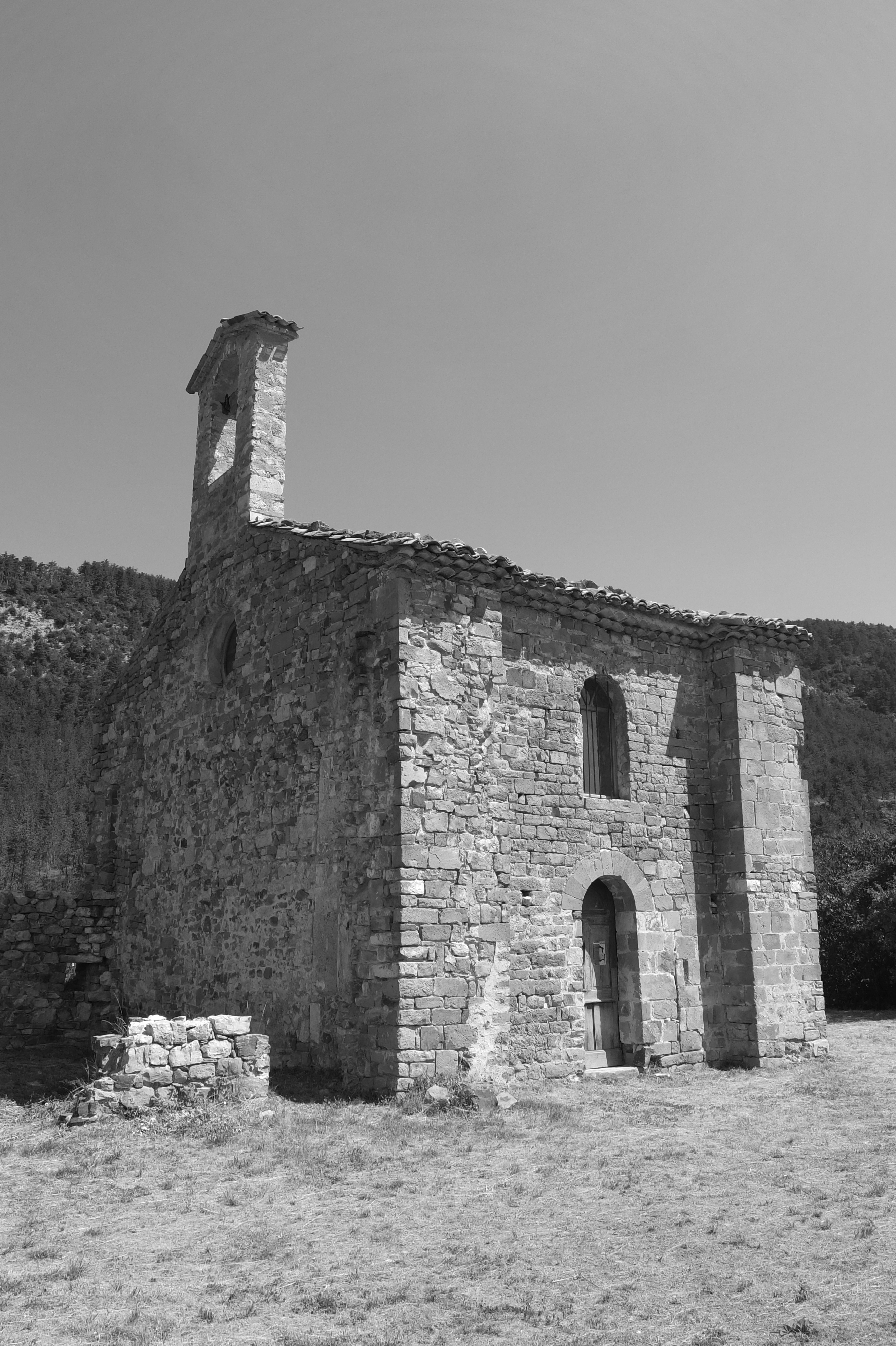
サン・シリス教会